# جاك سينيور
جاك سينيور (بالإنجليزية: Jack Senior)‏ هو لاعب كرة قدم بريطاني في مركز الدفاع، ولد في 13 يناير 1997 في هاليفاكس في المملكة المتحدة. لعب مع هدرسفيلد تاون.

## وصلات خارجية
- جاك سينيور على موقع قاعدة بيانات كرة القدم.إي يو (الإنجليزية)
- جاك سينيور على موقع Soccerbase.com (لاعب) (الإنجليزية)